# Пушкинское шоссе (Красное Село)
Пу́шкинское шоссе́ — шоссе в городе Красное Село Красносельского района Санкт-Петербурга. Проходит от Гатчинской железной дороги до границы Санкт-Петербурга. На запад продолжается улицей Первого Мая, на восток — автодорогой 41К-135.
Название Пушкинского шоссе появилось в советское время. Оно связано с тем, что шоссе ведет в сторону города Пушкина.
Прежде Пушкинское шоссе шло от Ново-Железнодорожной улицы до границы Санкт-Петербурга. 22 сентября 2022 года в его состав включили съезд с Красносельского путепровода, и теперь шоссе начинается от оси Гатчинской железной дороги.
В начале Пушкинского шоссе был построен Красносельский путепровод. Название он получил 19 ноября 2018 года по расположению в Красном Селе рядом с железнодорожной станцией Красное Село. Первый путепровод — на металлических опорах — был построен, судя по всему, до революции. Во время Великой Отечественной войны он был разрушен. Взамен был построен новый путепровод, на железобетонных сборных колоннах.

## Транспорт
- Автобус: № 273, 301
- Железнодорожный вокзал: Красное Село (260 м)

## Застройка
- № 1 — склад